# Pomnik USS Arizona
Pomnik USS Arizona – pomnik upamiętniający miejsce spoczynku 1102 marynarzy, którzy zginęli na pancerniku USS Arizona podczas ataku japońskich sił zbrojnych na Pearl Harbor 7 grudnia 1941. Znajduje się on w zatoce Pearl Harbor w Honolulu na Hawajach.
Atak na Pearl Harbor i wyspę O'ahu przyczynił się do przystąpienia Stanów Zjednoczonych do II wojny światowej. Pomnik powstał w 1962 roku i odwiedza go rocznie ponad milion osób.

## Opis pomnika
Pomnik składa się z trzech części: wejścia, miejsca zgromadzenia i świątyni. Środkowe miejsce zgromadzenia zawiera siedem dużych okien na każdej ścianie i suficie, które upamiętniają datę ataku. Łączna liczba okien wynosi 21 – symboliczne 21 dział oddających saluty armatnie albo 21 marynarzy trzymających wieczną wartę przy grobowcu poległych. Po dziś dzień sączący się olej z wraku widoczny jest na powierzchni wody. Nazywa się go „łzami Arizony” albo „czarnymi łzami”. Wewnątrz pomnika znajduje się otwór w podłodze, przez który widać zatopione pokłady. Jest to miejsce, do którego odwiedzający wrzucają kwiaty jako wyraz szacunku dla poległych marynarzy. W środku pomnika, w świątyni wybudowano marmurową ścianę, na której widnieją nazwiska ofiar ataku na pancernik. Jedna z trzech 19,585 funtowych kotwic jest wystawiona przed wejściem do centrum zwiedzania (jedna z pozostałych dwóch znajduje się w stolicy Arizony – Phoenix). Na pancerniku znajdowały się dwa dzwony – jeden z nich można zobaczyć w centrum zwiedzania, natomiast drugi, bliźniaczy dzwon zawieszono na wieży zegarowej na Uniwersytecie w Arizonie w Tucson.
Każdy prezydent Stanów Zjednoczonych od czasów Franklina D. Roosevelta oraz obydwaj cesarze Japonii Hirohito i Akihito odbyli pielgrzymkę do tego miejsca.

## Projekt
Narodowy pomnik został zaprojektowany przez architekta z Honolulu, Alfreda Preisa, który został zatrzymany na Sand Island na początku wojny jako więzień państwowy z powodu austriackiego pochodzenia.